# Listă de filme cu mumii
Aceasta este o listă de filme și seriale TV cu mumii:

## Filme
| Titlu                                                                                             | An   | Regizor                                                  | Note                                                                          | Referințe            |
| ------------------------------------------------------------------------------------------------- | ---- | -------------------------------------------------------- | ----------------------------------------------------------------------------- | -------------------- |
| Abbott and Costello Meet the Mummy                                                                | 1955 | Charles Lamont                                           | comedie cu Abbott și Costello                                                 | [ 1 ] [ 2 ]          |
| Aladdin                                                                                           | 2019 | Guy Ritchie                                              |                                                                               | [ 3 ]                |
| The All New Adventures of Laurel & Hardy in For Love or Mummy                                     | 1999 | John R. Cherry III și Larry Harmon                       | bazat pe un scurt metraj cu Stan și Bran                                      | [ 4 ] [ 5 ]          |
| Ancient Evil: Scream of the Mummy                                                                 | 2000 | David DeCoteau                                           | alt titlu Bram Stoker's Legend of the Mummy 2                                 | [ 6 ] [ 7 ]          |
| Ancient Evil 2: Guardian of the Underworld                                                        | 2005 | D.W. Kann                                                |                                                                               |                      |
| The Awakening                                                                                     | 1980 | Mike Newell                                              | a treia ecranizare a romanului lui Bram Stoker, Rubinul cu șapte stele (1903) | [ 8 ]                |
| The Aztec Mummy (La Momia Azteca)                                                                 | 1957 | Rafel Lopez Portillo                                     |                                                                               | [ 9 ]                |
| Blood from the Mummy's Tomb                                                                       | 1971 | Seth Holt                                                |                                                                               | [ 10 ]               |
| Bram Stoker's Legend of the Mummy                                                                 | 1998 | Jeffrey Obrow                                            |                                                                               | [ 11 ] [ 12 ]        |
| Bubba Ho-Tep                                                                                      | 2002 | Don Coscarelli                                           |                                                                               | [ 13 ]               |
| The Cabin in the Woods (Cabana din pădure)                                                        | 2012 | Drew Goddard                                             |                                                                               | [ 14 ]               |
| El castillo de los monstruos                                                                      | 1958 | Julián Soler                                             |                                                                               | [ 15 ]               |
| The Creeps                                                                                        | 1997 | Charles Band                                             |                                                                               | [ 16 ]               |
| The Curse of the Aztec Mummy (La Maldición de la Momia Azteca)                                    | 1957 | Rafael Portillo                                          |                                                                               | [ 17 ]               |
| The Curse of King Tut's Tomb (The Curse of King Tut)                                              | 2006 | Russell Mulcahy                                          |                                                                               | [ 18 ]               |
| The Curse of the Mummy's Tomb                                                                     | 1964 | Michael Carreras                                         |                                                                               | [ 19 ]               |
| Dawn of the Mummy                                                                                 | 1981 | Frank Agrama                                             |                                                                               | [ 20 ]               |
| Egyptian Melodies                                                                                 | 1931 | Wilfred Jackson                                          |                                                                               | [ 21 ]               |
| The Extraordinary Adventures of Adèle Blanc-Sec (Les Aventures extraordinaires d'Adèle Blanc-Sec) | 2010 | Luc Besson                                               |                                                                               | [ 22 ]               |
| Face of the Screaming Werewolf                                                                    | 1964 | Gilberto Martínez Solares, Jerry Warren, Rafael Portillo |                                                                               | [ 23 ] [ 24 ]        |
| The Fool and Death (Narr und Tod)                                                                 | 1920 | Rudolf Stiaßny                                           |                                                                               | [ 25 ]               |
| Frankenstein vs. The Mummy                                                                        | 2015 | Damien Leone                                             |                                                                               | [ 26 ]               |
| Hotel Transylvania                                                                                | 2012 | Genndy Tartakovsky                                       |                                                                               |                      |
| Hotel Transylvania 2                                                                              | 2015 | Genndy Tartakovsky                                       |                                                                               |                      |
| Hotel Transylvania 3: Summer Vacation                                                             | 2018 | Genndy Tartakovsky                                       |                                                                               |                      |
| Legion of the Dead                                                                                | 2005 | Paul Bales                                               | The Asylum                                                                    | [ 27 ]               |
| Mad Mad Mad Monsters                                                                              | 1972 | Jules Bass, Arthur Rankin Jr.                            | prequel of Mad Monster Party?                                                 |                      |
| Mad Monster Party?                                                                                | 1967 | Jules Bass                                               |                                                                               | [ 28 ] [ 29 ]        |
| Mil Mascaras vs. the Aztec Mummy ('Mil Mascaras: Resurrection)                                    | 2007 | Andrew Quint (Jeff Burr), Chip Gubera                    |                                                                               |                      |
| Monster Family (Happy Family)                                                                     | 2017 | Holger Tappe                                             |                                                                               | [ 30 ] [ 31 ] [ 32 ] |
| Monster Mash                                                                                      | 1995 | Joel Cohen, Alec Sokolow                                 |                                                                               |                      |
| The Monster Squad                                                                                 | 1987 | Fred Dekker                                              |                                                                               |                      |
| Los Monstruos del Terror                                                                          | 1970 | Tulio Demicheli, Hugo Fregonese, Eberhard Meichsner      |                                                                               |                      |
| The Mummy (Mumia)                                                                                 | 1911 |                                                          |                                                                               |                      |
| The Mummy Strikes                                                                                 | 1943 | Isadore Sparber                                          |                                                                               |                      |
| The Mummy (Mumia)                                                                                 | 1959 | Terence Fisher                                           |                                                                               |                      |
| The Mummy (Mumia)                                                                                 | 1999 | Stephen Sommers                                          |                                                                               |                      |
| The Mummy (Mumia)                                                                                 | 1932 | Karl Freund                                              |                                                                               |                      |
| The Mummy (Mumia)                                                                                 | 2017 | Alex Kurtzman                                            |                                                                               |                      |
| The Mummy's Curse                                                                                 | 1944 | Leslie Goodwins                                          |                                                                               |                      |
| The Mummy's Hand                                                                                  | 1940 | Christy Cabanne                                          |                                                                               |                      |
| The Mummy Lives (Mumia se răzbună)                                                                | 1993 | Gerry O'Hara                                             |                                                                               | [ 33 ]               |
| The Mummy's Shroud                                                                                | 1967 | John Gilling                                             |                                                                               | [ 34 ]               |
| The Mummy's Ghost                                                                                 | 1944 | Reginald Le Borg                                         |                                                                               |                      |
| The Mummy Returns (Mumia revine)                                                                  | 2001 | Stephen Sommers                                          |                                                                               |                      |
| The Mummy: Tomb of the Dragon Emperor (Mumia: Mormântul Împăratului Dragon)                       | 2008 | Rob Cohen                                                |                                                                               |                      |
| The Mummy's Tomb                                                                                  | 1942 | Harold Youn                                              |                                                                               |                      |
| Night at the Museum (O noapte la muzeu)                                                           | 2006 | Shawn Levy                                               | mumia faraonului Ahkmenrah                                                    |                      |
| Orgy of the Dead                                                                                  | 1965 | Stephen C. Apostolof                                     | erotic horror                                                                 |                      |
| Pharaoh's Curse                                                                                   | 1957 | Lee Sholem                                               |                                                                               |                      |
| The Pyramid                                                                                       | 2014 | Grégory Levasseur                                        |                                                                               |                      |
| Prisoners of the Sun                                                                              | 2013 | Roger Christian                                          |                                                                               | [ 35 ]               |
| Das Rätsel der Sphinx                                                                             | 1921 | Adolf Gärtner                                            |                                                                               |                      |
| Robbing Cleopatra's Tomb (Cléopâtre)                                                              | 1899 | Georges Méliès                                           |                                                                               | [ 36 ]               |
| The Robot vs. The Aztec Mummy (La Momia Azteca contra el Robot Humano)                            | 1958 | Rafael Portillo                                          |                                                                               | [ 37 ]               |
| Scooby-Doo and the Ghoul School                                                                   | 1988 | Charles A. Nichols                                       |                                                                               |                      |
| Scooby-Doo! and the Reluctant Werewolf                                                            | 1988 | Ray Patterson                                            |                                                                               |                      |
| Scooby-Doo! in Where's My Mummy?                                                                  | 2005 | Joe Sichta                                               |                                                                               |                      |
| The Scorpion King 2: Rise of a Warrior                                                            | 2008 | Russell Mulcahy                                          | Direct-to-video, continuare a The Scorpion King                               |                      |
| The Scorpion King 3: Battle for Redemption                                                        | 2012 | Roel Reine                                               | Direct-to-video                                                               |                      |
| The Scorpion King 4: Quest for Power                                                              | 2015 | Mike Elliott                                             | Direct-to-video                                                               |                      |
| The Tomb                                                                                          | 1986 | Fred Olen Ray                                            |                                                                               | [ 38 ]               |
| Tale of the Mummy                                                                                 | 1998 | Russell Mulcahy                                          |                                                                               | [ 39 ]               |
| Tales from the Darkside: The Movie                                                                | 1990 | John Harrison                                            |                                                                               |                      |
| Time Walker                                                                                       | 1982 | Tom Kennedy                                              |                                                                               |                      |
| Trance                                                                                            | 1998 | Michael Almereyda                                        |                                                                               |                      |
| Under Wraps                                                                                       | 1997 | Greg Beeman                                              |                                                                               |                      |
| Waxwork                                                                                           | 1988 | Anthony Hickox                                           |                                                                               |                      |

## Seriale TV
| Titlu                          | An        | Regizor    | Note                                                                   | Referințe                                                           |
| ------------------------------ | --------- | ---------- | ---------------------------------------------------------------------- | ------------------------------------------------------------------- |
| Mystery and Imagination        | 1970      | Guy Verney | episodul "The Curse of the Mummy" (sez. 5, ep. 23)                     | adaptare a romanului lui Bram Stoker, Rubinul cu șapte stele (1903) |
| Hotel Transylvania: The Series | 2017-2020 |            | episoadele: 12b "Stop or My Mummy Will Shout"; 24a "Mummyfest Destiny" |                                                                     |

## Vezi și
- Subspecies (serie de filme)
- Listă de filme cu zombi